# Tmesisternus nami
Tmesisternus nami là một loài bọ cánh cứng trong họ Cerambycidae.